# 5-메틸사이토신
5-메틸사이토신(영어: 5-methylcytosine)은 핵산에 포함된 피리미딘 유도체의 일종이며, 유전자 전사 등을 조절하는 여러 생물학적 역할을 담당하는 사이토신(C)의 메틸화된 분자이다. 사이토신은 메틸화가 될 때에도 DNA 자체 내에서는 코돈의 성격을 그대로 유지하나, 발현 과정에서 변경될 수 있다. 5-메틸사이토신은 유전 과정에서 메틸화 과정에 집중하는 후성유전학에서 주요한 연구 대상으로 되어있다.

## 발견
W.G. Ruppel은 1898년에 결핵균에서 독소를 분리하는 과정에서 투베르쿨린산(tuberculinic acid)이라는 새로운 핵산을 분리했는데, 이 핵산은 메틸화 된 뉴클레오타이드를 일부 포함하고 있었다. 1925년 T.B. Johnson과 R.D. Coghill 등이 결핵균 핵산의 가수 분해 생성물로서 5-메틸사이토신을 극소량 특이 검출하는 데 성공한다. 그러나 이들의 방법론은 일반적으로 재현할 수 있는 방법론이 아니었기에 해당 핵산을 분리하는 일반적인 방법론으로 인정받지 못 하였다. 1948년 R.D. Hotchkiss는 종이 크로마토그래피를 사용하여 종아리의 흉선에서 DNA 핵산을 분리하는 데에 성공하였다. 그로부터 70년 후 정확한 역할은 불확실하나, 다른 RNA 분자에서도 공통적으로 존재한다는 것이 밝혀졌다.
현재는 송아지 흉선, 소맥 배아, 다양한 곤충 및 어류의 핵산 등에서 추출할 수 있다.

## 제법

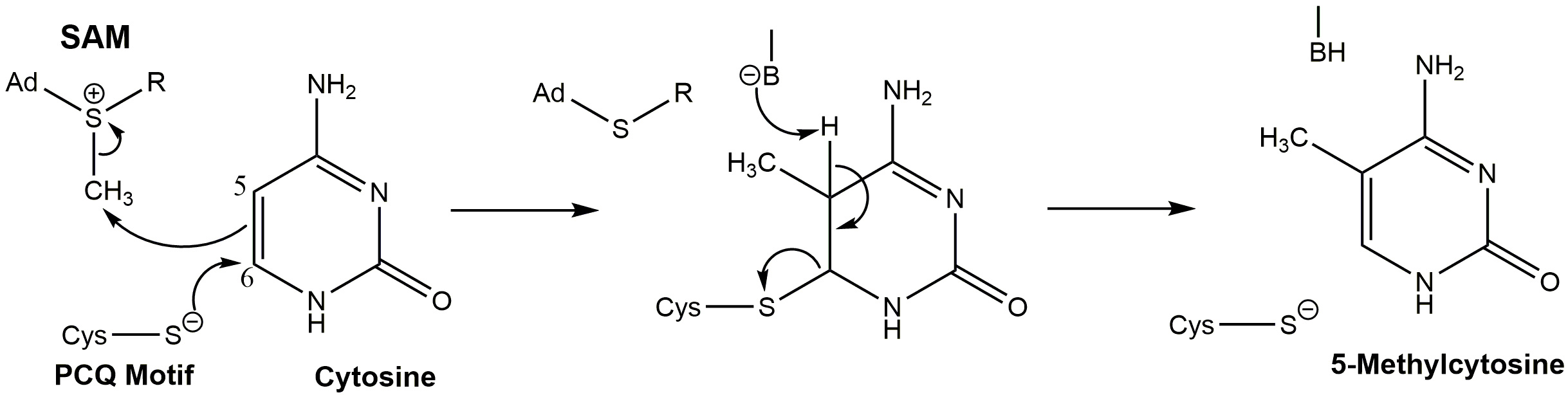
사이토신에 메틸기가 첨가되는 과정

단백질에 널리 분포하는 DNA메틸기전달효소(DNMT)의 PCQ 시스테인 잔기(cysteine residue)가 사이토신의 6번 탄소 결합 부위에 친핵성 공격을 가할 경우 S-아데노실메싸이오닌(S-Adenosylmethionine)이 메틸기를 사이토신 5번 탄소 결합 부위에 기여한다. 그 후 DNMT 효소의 염기가 사이토신 5번 탄소 결합 부위에 붙어있는 양자화 된 상태의 수소를 탈양자화하여 5번 결합 부위와 6번 결합 부위 사이에 이중결합을 형성한다. 이렇게 될 경우 S-아데노실메싸이오닌은 떨어져 나가고, 사이토신은 메틸화된다.
사이토신과 요오드화메틸 및 알코올칼리를 함께 가열하면 생성되며, 다른 방법으로는 소맥 배아에서 추출한 천연 데옥시리보핵산을 가수 분해하여 얻어낼 수 있다.

## 생체 내 기능
이 화학 물질의 기능은 종마다 크게 다르다.
- 세균에서 5-메틸사이토신은 다양한 위치에서 발견될 수 있으며, 종종 메틸화 특이적인 제한효소(methylation-sensitive restriction enzyme, MSRE)에 의해 DNA가 절단되는 것을 보호하기 위한 표지자(maker)로 사용된다.
- 식물에서 5-메틸사이토신은 CpG, CpHpG, CpHpH 서열에서 발생한다.
- 진균과 동물에서 5-메틸사이토신은 주로 CpG 디뉴클레오타이드에서 발생한다. 대부분의 진핵생물은 이 부위에서 아주 작은 비율만을 메틸화하지만, 척추동물의 경우는 CpG 사이토신의 70-80%에서 메틸화된다. 5-메틸사이토신은 전체 포유류 DNA에서 1%의 비중을 차지하고 있다.[9]

사이토신이 자발적인 탈아미노화를 거쳐서 유라실(U)이 될 경우 DNA 복구 효소가 이를 제거하지만, 5-메틸사이토신의 탈아미노화는 티민(T)을 형성한다. 5-메틸사이토신은 DNA 내에서 사이토신으로 작용하나 위와 같은 반응이 있을 경우 5-메틸사이토신은 티민으로 작용할 수 있기에 DNA 염기에서 전이 돌연변이를 야기할 수 있다. 또한, 사이토신의 활성 효소적 탈아미노화와 사이토신 탈아미노제의 아포벡(APOBEC) 패밀리 집단에 의한 5-메틸사이토신은 다양한 세포 과정(cellular process) 및 유기체 진화에 유리한 영향을 미칠 수 있다.

## 생체 외 기능
5-메틸사이토신은 중아황산염 처리(bisulfite treatment)를 할 경우 탈아미노화에 대한 저항성을 가질 수 있다. 이러한 특성을 이용하여 DNA 내 사이토신의 메틸화 패턴을 분석하는 재료로 사용할 수 있다.

## 같이 보기
- 사이토신